# Alicia Thompson
Alicia Rachelle Thompson (Big Lake, 30 giugno 1976) è un'ex cestista statunitense, professionista nella WNBA e in Europa.

## Carriera
È stata selezionata dalle New York Liberty al primo giro del Draft WNBA 1998 (9ª scelta assoluta).
Ha giocato con Seattle Storm, Indiana Fever e New York Liberty in WNBA, con Priolo in Serie A1 e con Napoli in Eurolega.

## Palmarès
- Campionessa WNBA (2004)